# Cyclodium trianae
Cyclodium trianae là một loài thực vật có mạch trong họ Dryopteridaceae. Loài này được (Mett.) A.R. Sm. miêu tả khoa học đầu tiên năm 1986.